# 三岐鉄道601系電車
三岐鉄道601系電車（さんぎてつどう601けいでんしゃ）は、かつて三岐鉄道三岐線に在籍した通勤形電車。

## 概要
三岐線の輸送力増強ならびに車両大型化を目的として、1981年（昭和56年）以降、西武鉄道より451系電車ならびに571系電車を譲り受けたものである。
先行して導入された501系（元西武501系電車）が西武在籍当時の車両番号（車番）のまま導入されたのとは異なり、本系列の導入に際してはクモハ601形-クハ1601形という新たな形式区分が付与された。各車の車番末尾はクモハ601-クハ1602・クモハ603-クハ1604といった具合に通し番号となっており、クモハ601形は全車奇数車番を、クハ1601形は全車偶数車番をそれぞれ称した。
なお、本系列によって代替されたのは自社発注車モハ120形・モハ130形・クハ210形の各形式であったが、同形式はいずれもカルダン駆動の新性能車であり、それらが吊り掛け駆動の旧性能車である本系列に代替されるという珍しい事例となった。
1981年（昭和56年）12月から翌1982年（昭和57年）3月にかけて451系電車を種車とする601 - 605編成（2両編成3本）が、1988年（昭和63年）2月には571系電車を種車とする607編成（2両編成1本）がそれぞれ導入され、前者のグループは1997年（平成8年）10月まで、後者は2009年（平成21年）2月までそれぞれ在籍した。

## 仕様

### 車体
4編成いずれも切妻形状の前面を有する20m級3扉車体という点は共通しているものの、451系電車を種車とする601 - 605編成では行先表示器を前面向かって左側の窓内側に装備していたのに対し、571系電車を種車とする607編成では前面向かって左側幕板部に独立した行先表示窓を有した点が異なる。また、屋根上ベンチレーターの種類、連結面貫通路幅、乗務員扉の形状・材質、乗務員扉部手すりの形状等にも、種車の違いに起因する相違点を有した。
主要な相違点
|                  | クモハ601 - 605 クハ1606 | クハ1602・1604   | クモハ607 クハ1608   |
| 種車             | 元西武451系              | 元西武451系      | 元西武571系          |
| ベンチレーター   | ガーランド型             | グローブ型       | グローブ型           |
| 行先表示器       | 前面窓内側に装備         | 前面窓内側に装備 | 車体側に独立して装備 |
| 連結面貫通路     | 狭幅（扉あり）           | 狭幅（扉あり）   | 広幅（扉なし）       |
| 乗務員扉         | 鋼製・大窓               | 鋼製・大窓       | ステンレス製・小窓   |
| 乗務員扉部手すり | 露出型                   | 露出型           | 埋込型               |

導入に際しては前照灯を三岐式の大型ケースタイプのものへ改造し、車体塗装をイエロー地に車体裾周りをオレンジとした三岐標準塗装へ変更した他は大きな改造は施工されていない。なお、607編成ならびにクハ1602・1604は、西武在籍当時は側面アルミサッシが無塗装仕上げとなっていたが、塗装変更時にサッシ部分も車体同色に塗り潰されている。

### 主要機器
601 - 605編成は制御器・主電動機ともに国鉄制式の電空カム軸式CS5制御器・MT10もしくはMT15主電動機を搭載する。台車はクモハ601形がTR14A、クハ1601形がTR11Aといずれも省形釣り合い梁式台車である。これらは全て西武在籍当時からの装備であり、導入に際して一切手を加えられていない。
一方、607編成では制御器はCS5、主電動機はMT15と主要機器は西武在籍当時のままであったものの、台車については三岐への納入時に装備していた住友金属工業製のペデスタル式空気ばね台車FS40を、譲渡後の整備に際してクモハ607はTR14Aへ、クハ1608は小田急電鉄2400形電車の廃車発生品である住友金属工業製のアルストムリンク式台車FS30へそれぞれ換装した。

## 導入後の変遷
601 - 605編成は1984年（昭和59年）3月に台車を京王帝都電鉄デハ1900形電車の廃車発生品である日立製作所製上天秤式ウィングばね台車KBD-107へ換装され、乗り心地の改善が図られた。さらにクハ1604は1988年（昭和63年）に小田急2400形電車の廃車発生品であるアルストムリンク式台車FS330に、クハ1606は1993年（平成5年）に西武701系列の廃車発生品であるペデスタル式ウィングばね台車FS342にそれぞれ台車を換装した。また、607編成は導入後間もなくクハ1608の台車をFS330に換装したのち、1989年（平成元年）にはクモハ607の台車をKBD-107へ換装し、他編成と台車の仕様が統一された。
その他、603・605編成は西武より購入した解体発生品を活用する形で客用扉のステンレス無塗装扉化・側窓サッシの無塗装化・乗務員扉のステンレス小窓化が順次施工された。607編成についても客用扉のステンレス無塗装扉化が実施されている。一方で601編成は乗務員扉のステンレス小窓化が実施されたのみで、比較的導入当時の原形を保ったまま運用された。
その後冷房車101系（元西武401系電車）の導入に伴い、601編成が1992年（平成4年）5月20日付で本系列初の廃車となった。603・605編成についても、801系（元西武701系電車）導入に伴って1997年（平成9年）6月15日付で603編成が、同年10月12日付で605編成が相次いで廃車となり、西武451系電車を出自とするグループは全廃となった。なお、605編成は除籍前日の1997年（平成9年）10月11日に、「鉄道の日」記念イベントの一環としてさよなら運転が実施された。
唯一残存した607編成は他系列とともに一般の運用に継続使用されたほか、三岐線に在籍する唯一の吊り掛け駆動車という希少性から各種イベントにおいても重用された。1998年（平成10年）にはクハ1608の台車がクハ1606の廃車発生品であるFS342に交換されるなど、手を加えられつつ運用された。しかし、751系（元西武新101系電車）の導入に伴って廃車の方針が決定し、2009年（平成21年）2月1日に実施されたさよなら運転を最後に翌2月2日付で廃車となった。607編成はパンタグラフ等を取り外した状態で伊勢治田駅に留置されていたが現存しない。
607編成の除籍をもって本系列は形式消滅し、同時に三岐鉄道は三岐線に在籍する全車両のカルダン駆動化、ならびに冷房化率100%を達成した。

## 車歴・編成
| 形式             | 車番      | 旧番          | 新製       | 譲渡       | 廃車       |
| ---------------- | --------- | ------------- | ---------- | ---------- | ---------- |
| クモハ601形 (Mc) | クモハ601 | 西武クモハ451 | 1959年11月 | 1982年3月  | 1992年5月  |
| クモハ601形 (Mc) | クモハ603 | 西武クモハ453 | 1959年11月 | 1982年3月  | 1997年6月  |
| クモハ601形 (Mc) | クモハ605 | 西武クモハ471 | 1960年6月  | 1981年12月 | 1997年10月 |
| クモハ601形 (Mc) | クモハ607 | 西武クモハ577 | 1962年9月  | 1988年2月  | 2009年2月  |
| クハ1601形 (Tc)  | クハ1602  | 西武クハ1488  | 1962年12月 | 1982年3月  | 1992年5月  |
| クハ1601形 (Tc)  | クハ1604  | 西武クハ1490  | 1962年12月 | 1982年3月  | 1997年6月  |
| クハ1601形 (Tc)  | クハ1606  | 西武クハ1472  | 1960年6月  | 1981年12月 | 1997年10月 |
| クハ1601形 (Tc)  | クハ1608  | 西武クハ1578  | 1962年9月  | 1988年2月  | 2009年2月  |

|          | ← 近鉄富田・富田 西藤原 → |                 |
| 編成呼称 | クモハ601形 (Mc)          | クハ1601形 (Tc) |
| 601編成  | 601                       | 1602            |
| 603編成  | 603                       | 1604            |
| 605編成  | 605                       | 1606            |
| 607編成  | 607                       | 1608            |